# Кобе, Примош
Примош Кобе — словенский бегун на длинные дистанции, который специализируется в марафоне. На олимпийских играх 2012 года занял 46-е место с результатом 2:19.28. Занял 35-е место на чемпионате Европы 2010 года с результатом 2:31.47.
Личный рекорд в марафоне — 2:14.50.